# Discografia di Viktor Sheen
La discografia di Viktor Sheen, rapper ceco, è costituita da dieci album in studio, due album dal vivo, oltre venti singoli e video musicali.

## Album

### Album in studio
| Anno                                                         | Titolo e dettagli | Classifiche | Classifiche | Certificazioni |
| Anno                                                         | Titolo e dettagli | CZE         | SVK         | Certificazioni |
| ------------------------------------------------------------ | --- | ----------- | ----------- | -------------- |
| 2014                                                         | Level Up - Pubblicato: 15 agosto 2014 - Etichetta: Blakkwood - Formato: CD, download digitale                                                   | —           | —           |                |
| 2015                                                         | Projekt Asia (con Renne Dang) - Pubblicato: 28 giugno 2015 - Etichetta: Blakkwood - Formato: CD, download digitale, streaming                   | —           | —           |                |
| 2016                                                         | NSD - Pubblicato: 10 ottobre 2016 - Etichetta: Blakkwood - Formato: CD, download digitale, streaming                                            | —           | —           |                |
| 2017                                                         | Jungler - Pubblicato: 6 settembre 2017 - Etichetta: autopubblicato - Formato: CD, download digitale, streaming                                  | 3           | 18          |                |
| 2019                                                         | Černobílej svět - Pubblicato: 16 maggio 2019 - Etichetta: autopubblicato - Formato: CD, 2 LP, download digitale, streaming                      | 1           | 1           | - CZE: Platino |
| 2020                                                         | Barvy - Pubblicato: 17 ottobre 2020 - Etichetta: Warner - Formato: CD, 2 LP, download digitale, streaming                                       | 1           | 2           |                |
| 2021                                                         | Příběhy a sny - Pubblicato: 18 novembre 2021 - Etichetta: Warner - Formato: CD, LP, download digitale, streaming                                | 1           | 1           |                |
| 2023                                                         | Roadtrip (con Calin) - Pubblicato: 3 febbraio 2023 - Etichetta: Warner, Rychlí kluci, Mike Roft - Formato: CD, LP, download digitale, streaming | 1           | 1           |                |
| 2023                                                         | Planeta opic - Pubblicato: 13 ottobre 2023 - Etichetta: Warner - Formato: CD, 2 LP, download digitale, streaming                                | 1           | 1           |                |
| 2024                                                         | Impostor syndrom - Pubblicato: 8 novembre 2024 - Etichetta: Warner - Formato: CD, 2 LP, download digitale, streaming                            | 1           | 1           |                |
| "—" indica una pubblicazione non classificata in quel paese. | |             |             |                |

### Album dal vivo
| Anno | Titolo e dettagli |
| ---- | --- |
| 2024 | Live @ O2 Arena Praha (con Calin) - Pubblicato: 16 febbraio 2024 - Etichetta: Warner, Mike Roft - Formato: CD, download digitale, streaming  |
| 2025 | Planeta opic: Live @ O2 Arena Praha - Pubblicato: 8 agosto 2025 - Etichetta: Rychlí kluci, Mike Roft - Formato: Download digitale, streaming |

## Singoli

### Come artista principale
| Anno                                                         | Titolo                                 | Classifiche | Classifiche | Album di provenienza |
| Anno                                                         | Titolo                                 | CZE         | SVK         | Album di provenienza |
| ------------------------------------------------------------ | -------------------------------------- | ----------- | ----------- | -------------------- |
| 2016                                                         | Offline                                | —           | —           | NSD                  |
| 2016                                                         | Kdo jsem (feat. Refew)                 | —           | —           | NSD                  |
| 2016                                                         | Ibalgin                                | 14          | —           | NSD                  |
| 2016                                                         | Bankomat                               | —           | —           | NSD                  |
| 2016                                                         | Věčný                                  | —           | —           | NSD                  |
| 2017                                                         | Vata                                   | 97          | —           | Jungler              |
| 2017                                                         | Vibe                                   | —           | —           | Jungler              |
| 2017                                                         | Soriyako (feat. Jickson)               | —           | —           | Jungler              |
| 2017                                                         | Nescafé                                | 86          | —           | Jungler              |
| 2019                                                         | Zlato                                  | 7           | 22          | Černobílej svět      |
| 2019                                                         | Deja Vu (feat. Yzomandias)             | 13          | 28          | Černobílej svět      |
| 2019                                                         | Ona chce tančit (con Calin)            | 65          | —           | /                    |
| 2019                                                         | Do mýho kruhu (con Nik Tendo)          | —           | —           | /                    |
| 2020                                                         | Oblivion (feat. Nik Tendo)             | 3           | 31          | /                    |
| 2021                                                         | Lavazza                                | 2           | 13          | Příběhy a sny        |
| 2021                                                         | Cheers (con Rytmus)                    | 2           | 12          | /                    |
| 2022                                                         | SOS (con Koky e Robin Zoot)            | 2           | 19          | SOS                  |
| 2022                                                         | Můj space                              | 5           | 8           | Planeta opic         |
| 2023                                                         | Vzhůru celou noc (con PTK)             | 1           | 5           | Silent Kill          |
| 2023                                                         | Legendario (con Robin Zoot e Resetedh) | 21          | —           | Ponya                |
| 2024                                                         | Ape Song                               | 13          | 19          | Planeta opic         |
| 2024                                                         | Iné plemená (con Sara Rikas)           | 3           | 6           | Ja, Sára             |
| "—" indica una pubblicazione non classificata in quel paese. |                                        |             |             |                      |

### Come artista ospite
| Anno                                                         | Titolo                                                                             | Classifiche | Classifiche | Album di provenienza |
| Anno                                                         | Titolo                                                                             | CZE         | SVK         | Album di provenienza |
| ------------------------------------------------------------ | ---------------------------------------------------------------------------------- | ----------- | ----------- | -------------------- |
| 2014                                                         | Bubble Shit (Amco feat. Viktor Sheen & Fosco Alma)                                 | —           | —           | /                    |
| 2018                                                         | Nevolej mi (Nik Tendo feat. Decky & Viktor Sheen)                                  | 63          | —           | 7                    |
| 2018                                                         | Mount Everest (Hugo Kafumbi feat. Viktor Sheen, Lvcas Dope, Jimmy Dickson & Mooza) | 57          | —           | /                    |
| 2019                                                         | Vsad' si (Koky feat. Viktor Sheen)                                                 | —           | —           | Da kyko              |
| 2019                                                         | RBMK (Pil C feat. Viktor Sheen)                                                    | 32          | 10          | 2086                 |
| 2021                                                         | Poznamenaný (Robin Zoot feat. Viktor Sheen)                                        | 1           | 40          | Robby Trouble        |
| 2025                                                         | Sezóna (Robin Zoot feat. Viktor Sheen)                                             | 6           | 26          | /                    |
| "—" indica una pubblicazione non classificata in quel paese. |                                                                                    |             |             |                      |

## Altri brani entrati in classifica
| Anno                                                         | Titolo                                                         | Classifiche | Classifiche | Album di provenienza |
| Anno                                                         | Titolo                                                         | CZE         | SVK         | Album di provenienza |
| ------------------------------------------------------------ | -------------------------------------------------------------- | ----------- | ----------- | -------------------- |
| 2017                                                         | Dopis z jungle                                                 | 99          | —           | Jungler              |
| 2017                                                         | V dýmu                                                         | 77          | —           | Jungler              |
| 2017                                                         | Tchibo                                                         | 75          | —           | Jungler              |
| 2017                                                         | Kostry (feat. RNZ)                                             | 80          | —           | Jungler              |
| 2017                                                         | Chléb (feat. Ivanoff & Robin Zoot)                             | 82          | —           | Jungler              |
| 2017                                                         | Správnej stav                                                  | 92          | —           | Jungler              |
| 2019                                                         | Ghost Rider (Hasan feat. Viktor Sheen & Yzomandias)            | 7           | 38          | Hasan                |
| 2019                                                         | Černobílej svět                                                | 2           | 13          | Černobílej svět      |
| 2019                                                         | Demons (feat. Nik Tendo)                                       | 5           | 12          | Černobílej svět      |
| 2019                                                         | Nápisy                                                         | 12          | 32          | Černobílej svět      |
| 2019                                                         | RIP (feat. Karlo)                                              | 18          | 34          | Černobílej svět      |
| 2019                                                         | Až na měsíc (feat. Calin, Hasan & Nik Tendo)                   | 1           | 3           | Černobílej svět      |
| 2019                                                         | Barvy                                                          | 7           | 21          | Černobílej svět      |
| 2019                                                         | Andělé skit                                                    | 22          | 83          | Černobílej svět      |
| 2019                                                         | Příběhy                                                        | 16          | 45          | Černobílej svět      |
| 2019                                                         | Alkohol a Molly                                                | 4           | 15          | Černobílej svět      |
| 2019                                                         | Cizí sny (feat. Luisa)                                         | 8           | 10          | Černobílej svět      |
| 2019                                                         | 3 kolesa                                                       | 11          | 25          | Černobílej svět      |
| 2019                                                         | Nekonečno                                                      | 14          | 33          | Černobílej svět      |
| 2019                                                         | Mráz                                                           | 9           | 41          | Černobílej svět      |
| 2019                                                         | Ráj (Decky feat. Viktor Sheen)                                 | 4           | 24          | Kingpin              |
| 2019                                                         | Kouřím jen když piju (Decky feat. Viktor Sheen)                | 12          | 65          | Kingpin              |
| 2019                                                         | Neviditelnej (Kontrafakt feat. Viktor Sheen & Calin)           | 2           | 2           | Real Newz            |
| 2020                                                         | Hraješ si na co (Nik Tendo feat. Viktor Sheen)                 | 4           | 11          | Restart & Lunazar    |
| 2020                                                         | Ice Baby                                                       | 8           | 17          | Barvy                |
| 2020                                                         | Poslední přání                                                 | 5           | 9           | Barvy                |
| 2020                                                         | Alucard                                                        | 1           | 4           | Barvy                |
| 2020                                                         | Siri                                                           | 7           | 11          | Barvy                |
| 2020                                                         | Kolik (feat. Yzomandias)                                       | 4           | 5           | Barvy                |
| 2020                                                         | Plastic                                                        | 1           | 10          | Barvy                |
| 2020                                                         | Mlha                                                           | 6           | 13          | Barvy                |
| 2020                                                         | Rozdělený světy                                                | 2           | 8           | Barvy                |
| 2020                                                         | Kruh (feat. Duch)                                              | 9           | 15          | Barvy                |
| 2020                                                         | Wild Hunt (feat. Jickson)                                      | 10          | 24          | Barvy                |
| 2020                                                         | Sunset Boulevard                                               | 12          | 30          | Barvy                |
| 2020                                                         | Stejnej druh                                                   | 14          | 41          | Barvy                |
| 2020                                                         | 100                                                            | 15          | 43          | Barvy                |
| 2020                                                         | Bál                                                            | 13          | 40          | Barvy                |
| 2020                                                         | V pekle                                                        | 11          | 32          | Barvy                |
| 2020                                                         | Já vidím barvy                                                 | 16          | 46          | Barvy                |
| 2021                                                         | Kde sou moji bros (Robin Zoot feat. Viktor Sheen & Yzomandias) | 23          | —           | Robby Trouble        |
| 2021                                                         | Sklo                                                           | 2           | 3           | Příběhy a sny        |
| 2021                                                         | Příběhy, sny                                                   | 3           | 2           | Příběhy a sny        |
| 2021                                                         | Highway                                                        | 7           | 10          | Příběhy a sny        |
| 2021                                                         | Vice City (feat. Hugo Toxxx)                                   | 9           | 16          | Příběhy a sny        |
| 2021                                                         | Co lidi udělaj                                                 | 13          | 19          | Příběhy a sny        |
| 2021                                                         | Pro Love                                                       | 14          | 20          | Příběhy a sny        |
| 2021                                                         | Nostalgie                                                      | 8           | 15          | Příběhy a sny        |
| 2021                                                         | Baby Shark (feat. Robin Zoot)                                  | 6           | 12          | Příběhy a sny        |
| 2021                                                         | Stíny                                                          | 1           | 4           | Příběhy a sny        |
| 2021                                                         | Virtuální drogy (feat. Calin)                                  | 4           | 5           | Příběhy a sny        |
| 2021                                                         | Sérum                                                          | 5           | 8           | Příběhy a sny        |
| 2021                                                         | Zzzpět (skit)                                                  | 18          | 43          | Příběhy a sny        |
| 2021                                                         | Spaceship                                                      | 9           | 22          | Příběhy a sny        |
| 2021                                                         | Blessed                                                        | 12          | 23          | Příběhy a sny        |
| 2021                                                         | No Hands                                                       | 15          | 28          | Příběhy a sny        |
| 2022                                                         | Sangria (Calin feat. Viktor Sheen)                             | 2           | 5           | Popstar              |
| 2023                                                         | Benz (con Calin)                                               | 3           | 4           | Roadtrip             |
| 2023                                                         | Dívej (con Calin)                                              | 2           | 2           | Roadtrip             |
| 2023                                                         | Berlín (con Calin)                                             | 4           | 5           | Roadtrip             |
| 2023                                                         | Double Time (con Calin)                                        | 6           | 7           | Roadtrip             |
| 2023                                                         | Kudlu (con Calin)                                              | 9           | 10          | Roadtrip             |
| 2023                                                         | Plán B (con Calin)                                             | 10          | 11          | Roadtrip             |
| 2023                                                         | Safír (con Calin)                                              | 1           | 1           | Roadtrip             |
| 2023                                                         | Cikády (con Calin)                                             | 5           | 6           | Roadtrip             |
| 2023                                                         | Soundtrack (con Calin)                                         | 7           | 9           | Roadtrip             |
| 2023                                                         | Limonáda (con Calin)                                           | 11          | 13          | Roadtrip             |
| 2023                                                         | Southside (con Calin)                                          | 15          | 17          | Roadtrip             |
| 2023                                                         | Luna (con Calin)                                               | 12          | 15          | Roadtrip             |
| 2023                                                         | Inverzia (con Pil C)                                           | 45          | 2           | S láskou, Lukáš.     |
| 2023                                                         | Nočná (Separ feat. Saul & Viktor Sheen)                        | 28          | 7           | Flowdemort           |
| 2023                                                         | Ride or Die (con Yzomandias, Nik Tendo, Calin e NobodyListen)  | 5           | 31          | Kruhy & vlny         |
| 2023                                                         | Probuzení                                                      | 5           | 4           | Planeta opic         |
| 2023                                                         | Na větvi                                                       | 6           | 6           | Planeta opic         |
| 2023                                                         | Kdes to vzal?                                                  | 3           | 3           | Planeta opic         |
| 2023                                                         | Who (feat. PTK)                                                | 4           | 5           | Planeta opic         |
| 2023                                                         | Lows                                                           | 10          | 10          | Planeta opic         |
| 2023                                                         | Banány (feat. Yzomandias)                                      | 8           | 8           | Planeta opic         |
| 2023                                                         | OCD (feat. Annet X)                                            | 7           | 14          | Planeta opic         |
| 2023                                                         | Království                                                     | 2           | 2           | Planeta opic         |
| 2023                                                         | Sám proti sobě                                                 | 11          | 15          | Planeta opic         |
| 2023                                                         | Ujde to                                                        | 9           | 9           | Planeta opic         |
| 2023                                                         | Světlo (feat. Calin)                                           | 14          | 17          | Planeta opic         |
| 2023                                                         | Dopamin                                                        | 1           | 1           | Planeta opic         |
| 2023                                                         | Domov můj                                                      | 12          | 16          | Planeta opic         |
| 2024                                                         | Paranoia (con Yzomandias, Separ, Nik Tendo, Karlo e PTK)       | 6           | 14          | Paranoia             |
| 2024                                                         | Až bude hořet (con Yzomandias e Hard Rico)                     | 3           | 8           | Paranoia             |
| 2024                                                         | Kung-fu (con Nik Tendo)                                        | 4           | 15          | V gastru nejsou lidi |
| 2024                                                         | Ohnivej kruh                                                   | 1           | 2           | Impostor syndrom     |
| 2024                                                         | Zvyk (feat. Similivinlife)                                     | 8           | 4           | Impostor syndrom     |
| 2024                                                         | Zima Blue (feat. Nik Tendo & Yzomandias)                       | 5           | 6           | Impostor syndrom     |
| 2024                                                         | Převlečená žízeň                                               | 3           | 5           | Impostor syndrom     |
| 2024                                                         | Máta                                                           | 11          | 10          | Impostor syndrom     |
| 2024                                                         | Cígo a káva (feat. Saul)                                       | 2           | 1           | Impostor syndrom     |
| 2024                                                         | Další den                                                      | 10          | 9           | Impostor syndrom     |
| 2024                                                         | Pátky                                                          | 7           | 8           | Impostor syndrom     |
| 2024                                                         | Roleplay                                                       | 4           | 7           | Impostor syndrom     |
| 2024                                                         | Hory Kazachstánu                                               | 9           | 11          | Impostor syndrom     |
| 2024                                                         | Syndrom                                                        | 1           | 2           | Impostor syndrom     |
| 2024                                                         | Ty a já (feat. Lil Buca Near)                                  | 13          | 13          | Impostor syndrom     |
| 2024                                                         | V hlavě (con PTK e Yzomandias)                                 | 8           | 12          | Painkillers          |
| 2025                                                         | Na očiach vyryté (con Saul)                                    | 8           | 2           | S.A.M.O.             |
| 2025                                                         | Řekni mi pravdu (con Nik Tendo e Decky)                        | 5           | 35          | GoldKiid             |
| 2025                                                         | 10 minut (con Hasan)                                           | 42          | —           | Ready/10 minut       |
| "—" indica una pubblicazione non classificata in quel paese. |                                                                |             |             |                      |

## Video musicali
| Anno | Titolo                                       | Regista                           |
| ---- | -------------------------------------------- | --------------------------------- |
| 2017 | Vibe                                         | Jan Pelikán                       |
| 2017 | Soriyako (feat. Jickson)                     | —                                 |
| 2017 | Nescafé                                      | —                                 |
| 2017 | Nevidim mraky (feat. Yzomandias)             | Petr Simon                        |
| 2019 | Zlato                                        | Petr Simon                        |
| 2019 | Deja Vu (feat. Yzomandias)                   | Jan Strach                        |
| 2019 | Až na měsíc (feat. Calin, Hasan & Nik Tendo) | Jiří Píša e Andreas Gold          |
| 2019 | Cizí sny (feat. Luisa)                       | Luboš Rezler                      |
| 2020 | Poslední přání                               | Petr Simon                        |
| 2020 | Alucard                                      | Mystika Produkt                   |
| 2020 | Kruh (feat. Duch)                            | Adam Martinec                     |
| 2020 | Mlha                                         | Karolína Brabcová                 |
| 2021 | Lavazza                                      | Bart Klimsza                      |
| 2021 | Příběhy, sny                                 | Jiří Píša                         |
| 2021 | Nostalgie                                    | Jan Strach e Viktor Sheen         |
| 2022 | Sérum                                        | Bart Klimsza                      |
| 2022 | SOS (con Koky e Robin Zoot)                  | Andreas Gold                      |
| 2023 | Dívej (con Calin)                            | Jan Ruttner                       |
| 2023 | Safír (con Calin)                            | Flashfaker                        |
| 2023 | Vzhůru celou noc (con PTK)                   | PTK, LifeWithFilip e Captain Elda |
| 2023 | Ujde to                                      | Flashfaker                        |
| 2024 | Syndrom                                      | David Stachura                    |